# Mazda CX-90
La CX-90 est un grand SUV familial à 7 ou 8 places du constructeur automobile japonais Mazda produit à partir de 2023 et non commercialisée en Europe.

## Présentation
La Mazda CX-90 est présentée le 1er février 2023.

## Caractéristiques techniques
La CX-90 repose sur la nouvelle plateforme technique baptisée Premium Multisolution Architecture (PMA) dont est notamment équipée la Mazda CX-60 présentée l'année précédente.

### Motorisations
La CX-90 hybride rechargeable (PHEV) reçoit un quatre cylindres Skyactiv-G de 2,5 litres, associé à un moteur électrique de 100 kW alimenté par une batterie lithium-ion d'une capacité de 17,8 kWh, le tout pour une puissance totale de 323 ch et 500 N m de couple.
| Logo de Mazda                | Mazda CX-90                                   | Mazda CX-90                                   | Mazda CX-90                                                      |
| Logo de Mazda                | 3.3 e-Skyactiv Turbo (GS, GS-L, GT)           | 3.3 e-Skyactiv Turbo (GT-P, Signature)        | 2.5 e-Skyactiv                                                   |
| ---------------------------- | --------------------------------------------- | --------------------------------------------- | ---------------------------------------------------------------- |
| Moteur                       | 6-cylindres en ligne + micro-hybridation 48 V | 6-cylindres en ligne + micro-hybridation 48 V | 4-cylindres essence + moteur électrique                          |
| Admission                    | Turbocompressée                               | Turbocompressée                               | Atmosphérique                                                    |
| Cylindrée (cm³)              | 3283                                          | 3283                                          | 2488                                                             |
| Puissance maximale ch (kW)   | 280                                           | 340                                           | Thermique : 191 (141) Électrique : 136 (100) Cumulée : 323 (240) |
| au régime de (tr/min)        |                                               |                                               | 4000                                                             |
| Couple maximal (N m)         | 450                                           | 500                                           | Thermique : 261 Électrique : 250 Cumulé : 500                    |
| au régime de (tr/min)        |                                               |                                               | 6000                                                             |
| Boîte de vitesses            | Automatique à 8 rapports                      | Automatique à 8 rapports                      | Automatique à 8 rapports                                         |
| Transmission                 | Intégrale i-ACTIV                             | Intégrale i-ACTIV                             | Intégrale i-ACTIV                                                |
| Vitesse maximale (km/h)      |                                               | 250                                           |                                                                  |
| 0-100 km/h (s)               |                                               |                                               |                                                                  |
| Consommation (ℓ/100 km)      | 9,3                                           | 9,5                                           |                                                                  |
| Émissions de CO2 (g/km)      |                                               |                                               |                                                                  |
| Capacité du réservoir (ℓ)    |                                               |                                               |                                                                  |
| Masse à vide (kg)            |                                               |                                               |                                                                  |
| Norme environnementale       |                                               |                                               |                                                                  |
| Batterie                     |                                               |                                               |                                                                  |
| Type                         | -                                             | -                                             | Lithium-ion                                                      |
| Capacité (kWh)               | -                                             | -                                             | 17,8                                                             |
| Autonomie en électrique (km) | -                                             | -                                             |                                                                  |

## Finitions
- GS
- GS-L
- GT
- GT-P
- Signature